# وییا کارلوس پاس
وییا کارلوس پاس (به اسپانیایی: Villa Carlos Paz) شهری در کشور آرژانتین، ایالت کوردوبا (آرژانتین) است که در سال ۲۰۰۹ میلادی، حدود ۵۶٬۴۰۷ نفر جمعیت داشته است.